# なべくらみほ
なべくら みほ（旧姓名：鍋倉美保 - 読み同じ、1977年9月27日 - ）は、元秋田放送アナウンサーで、現在は、ラジオパーソナリティ。宮城県仙台市生まれ。尚絅学院高等学校、仙台白百合女子大学卒業。夫は同じく元秋田放送アナウンサーで現・KHB東日本放送アナウンサーの松本龍。

## 人物・来歴
故郷の宮城県でフリーアナウンサーを務めた後、2001年に秋田放送入社。同期入社は高橋美樹、遠藤里沙（文化放送に移籍したが現在は退社）、小林美紀。
故郷の仙台にて出産、育児に専念するため、2005年10月4日の番組をもって退社。2006年4月1日に出産。2007年4月TBC(東北放送)ラジオ「八木山発ラジオな気分（現：ロジャー大葉のラジオな気分）」のパーソナリティ（ひらがな表記、なべくらみほに改名）として仕事復帰。
学生時代にTBCラジオの「Lunch Time a Go! Go!」のアシスタントをしたことがあった。

## 担当番組

### 秋田放送時代
- ABSテレビ「ワイドゆう」木～金曜日（～2005年9月）
- 日本テレビ系「ズームイン!!SUPER」秋田中継キャスター（～2005年9月）
- ABSラジオ「元気満タン秋田だwin2」月～火曜日のパーソナリティー（～2005年10月4日）
- ABSラジオ「これはkikiますビタミンラジオ」パーソナリティ

### フリーランス時代
- ロジャー大葉のラジオな気分（TBCラジオ、2007年4月 - 2020年3月）
- NHK全国学校音楽コンクール東北ブロック司会
- それいけミミゾー（TBCラジオ、ラジオカー、2010年秋 - 2012年春）
- 突撃!ナマイキTV（東日本放送、アシスタント：月曜日2014年3月31日～2015年3月27日・火曜日2012年7月25日～2014年3月28日　リポーター：2015年3月30日～月曜日・火曜日)
- ロジャーなべくら大鍋ラジオ（ラジオ3、2022年4月 - ）